# Nagy sárszalonka
A nagy sárszalonka (Gallinago media) a madarak osztályának lilealakúak (Charadriiformes) rendjébe, ezen belül a szalonkafélék (Scolopacidae) családjába tartozó faj.

## Előfordulása
Európa északi és Oroszország északnyugati részén költ, ősszel délre vonul, eljut Afrikába. Fenyő-, fűz, éger- és nyírerdőkben honos, ahol mocsarasodó, sásos területet talál.

## Megjelenése
Átlagos testhossza 27–29 centiméter, szárnyfesztávolsága 47–50 centiméteres, testtömege 150–225 gramm. Barnás, sárgás foltos tollruhája kiváló rejtőszínt biztosít fűvel és sással borított környezetében.

## Életmódja
Talajlakó gerinctelen állatokkal, gilisztákkal, puhatestűekkel, rovarokkal, hangyákkal és magvakkal táplálkozik. Szurkálással és felszíni csipegetéssel szerzi élelmét.

## Szaporodása
A sűrű aljnövényzetbe rejti fűvel és mohával bélelt fészkét. Fészekalja 4 tojásból áll, melyeken 21-28 napig kotlik. A fiókák fészekhagyók, 21-28 nap után röpképessé válnak.
|  |

## Kárpát-medencei előfordulása
Áprilistól májusig és augusztustól októberig tartózkodik Magyarországon, ritka vendégként.

## Védettsége
A Természetvédelmi Világszövetség listáján szerepel, mint mérsékelten veszélyeztetett, Európában sebezhető fajként tartják nyilván, Magyarországon fokozottan védett, természetvédelmi értéke 250 000 forint.